# Francisco Corradini
 (mars 2023).
Si vous disposez d'ouvrages ou d'articles de référence ou si vous connaissez des sites web de qualité traitant du thème abordé ici, merci de compléter l'article en donnant les références utiles à sa vérifiabilité et en les liant à la section « Notes et références ».
Francisco Corradini (ou Francesco Cor[r]adini, ou Coradigni) est un compositeur né à Venise ou Naples (suivant les sources) vers 1700 et décédé à Madrid le 14 octobre 1769, ayant fait la plupart de sa carrière en Espagne.

## Résumé biographique
La trace la plus ancienne que l'on conserve de Francisco Corradini remonte à 1721, à Naples (à l'époque ville appartenant à la couronne d'Espagne), avec l'exécution de son oratorio Il glorioso S. Giuseppe sposo della beata vergine, mais Corradini est connu surtout comme compositeur d'opéras et de zarzuelas. En 1728 il se rendit en Espagne et devint second maître de chapelle du prince de Campofiorito à Valence. À partir de 1731 il fut actif comme compositeur d'opéras pour différentes maisons à Madrid. Après le couronnement de Ferdinand VI en 1747 il fut nommé chef d'orchestre du Teatro del Buen Retiro ; il partageait le poste avec Francesco (Francisco) Corselli et Giovanni Battista (Juan Bautista) Mele.
Corradini créa à Madrid, conjointement avec le poète José de Cañizares (1676–1750), un genre lyrique dans l'esprit de la zarzuela espagnole, peut-être mêlée d'influences italiennes.

## Œuvres
- Lo 'ngiegno de le femmene, commedia in musica, UA 1724
- L'aracolo de Dejana (livret de Francesco Antonio Tullio), commedia boscareccia, UA 1725
- Il premio dell'innocenza, ovvero Le perdite del'inganno (livret de Carlo de Palma), dramma per musica, UA 1725
- Folla Real, que en celebridad de los años de la Magestad de la Reina Isabela [... hace] cantar el Excelentissimo St. Principe de Compoflorido [Bacocco e Serpilla], intermezzi, UA 1728
- El emperador Oton en un real sitio cerca de Roma [Ottone in Villa] (livret de Domenico Lalli), melodrama/dramma per musica, UA 1728
- Con amor no ay libertad (livret de José de Cañizares), melodrama armónico al estilo de Italia, UA 1731
- Milagro es hallar verdad (livret de José de Cañizares), zarzuela UA 1732
- Trajano en Dacia, y cumplir con amor, y honor (livret de José de Cañizares), drama para representarse en musica, UA 1735
- Vencer y ser vencido, Anteros y Cupido (livret de Joaquín de Anaya Aragónes), zarzuela, UA 1735
- Dar el ser hijo al padre (d'après Pietro Metastasio Artaserse), melodrama armónico, UA 1736
- El ser noble es obrar bien (livret de José de Cañizares), drama para música, UA 1736
- Serenata a los Reales desposorios de [...] Don Carlos de Borbón y Doña María Amalia de Saxonia, Monarcas de ambas Sicilias, drama armónico, UA 1738
- La Clizie [Clicie y el Sol] (livret de José de Cañizares), drama armónico, UA 1739
- La Elisa, Burlas y veras de amor (livret de José de Cañizares), drama armónico, UA 1739
- El Thequeli [La amazona de Mongat y aventuras de Tequeli] (livret de Narciso Agustín Solano y Lobo), ópera métrica, UA 1744 Madrid
- La Briseida (libretto de José de Cañizares), serenata armónica, UA 1745
- La más heroica amistad y el amor más verdadero (livret de Manuel Guerrero d'après Metastasio L'Olimpiade), drama músico, UA 1745
- La clemenza di Tito (livret de Pietro Metastasio), dramma per musica, UA 1747 (1er acte de Francesco Corselli, 3e acte de Giovanni Battista Mele)
- Il Polifemo (livret de Paolo Rolli), dramma per musica, UA (1er acte de Corselli, 3e acte de Mele)